# メアリー・L・トランプ
メアリー・リー・トランプ（英語: Mary Lea Trump, 1965年5月3日 - ）は、アメリカ合衆国の心理学者、実業家、作家でドナルド・トランプ大統領の姪にあたる。彼女とその一族に関する2020年の著書「世界で最も危険な男」は、発売日に100万部近くを売り上げた。

## 生い立ちと教育
メアリー・リー・トランプは、1965年5月に客室乗務員のリンダ・リー・クラップと、トランス・ワールド航空のパイロットだったフレッド・トランプ・ジュニアの間に生まれた。彼女の兄はフレデリック・トランプ3世である。メアリーは1983年にエセル・ウォーカー・スクールを卒業した後、タフツ大学で英文学を学び、ウィリアム・フォークナーの作品と彼が創作した架空の機能不全家庭、コンプソン・ファミリーの研究によりコロンビア大学で英文学の修士号を取得した。また、アデルファイ大学のダーナー上級心理学研究所で臨床心理学のPh.D.を取得している。

## 経歴
メアリーはPh.D.の研究をしながら、マンハッタン精神医学センターで1年間働いた。2002年にコロンビア大学出版局から出版された書籍「診断:統合失調症」の寄稿者でもある。彼女は大学院の発達心理学、トラウマ、精神病理学コースで教えている。 ライフコーチング会社であるトランプ・コーチング・グループの創業者兼最高経営責任者であり、また、アメリカ北東部で多くの中小企業を経営している。

### 世界で最も危険な男
メアリーの著書「世界で最も危険な男」（原題 英語: Too Much and Never Enough: How My Family Created the World's Most Dangerous Man）は2020年7月14日にサイモン&シュスターから出版された暴露本である。本の冒頭にあるメアリーの覚書によると、この本に書かれたすべての事は、彼女自身の記憶、または家族や友人などとの録音された会話からの物だという。他の情報源は法律、財務、家族の文書や電子メールのやり取りのほか、デビッド・バーストウ、スザンヌ・クレイグ、ラス・ビュートナーが行ったニューヨーク・タイムズの調査記事などである。この本で著者がトランプ家の納税申告書をニューヨーク・タイムズ紙に暴露した匿名の情報源であった事を詳述しており、その報道は2019年のピューリッツァー賞を受賞している。
この本の出版の是非を問う法廷闘争がニューヨークの司法制度のもとで繰り広げられ、控訴審判事はサイモン&シュスターにこの本の出版を許可した。 この本は発売初日に100万部近くを売り上げた。

## 私生活
トランプの父は1981年9月29日、42歳の時アルコール依存症による心筋梗塞で没した。彼女は16歳だった。彼は拡張型心筋症を発症し、外科手術を受けたものの、最終的にこの病気でジャマイカ・ヒルズのクイーンズ・ホスピタル・センターで一人で没した。トランプが学校で他の子供たちと一緒に講堂で映画を見ていた時、教師が彼女を脇に連れ出し、自宅に電話をかけさせた。 彼女は何度も電話をかけた後に父の死を知った。 メアリーは父の遺体を見たいと頼んだにもかかわらず、葬儀で閉じられた棺に別れを告げる他なかった。トランプは著書の中で、祖母のマリー・アン・マクラウド・トランプがエルトン・ジョンの事を「ファゴット」と呼んでいた事について触れており、トランプはゲイである事をカミングアウトせず、後に娘を育てる事になる女性と結婚する事を伝えようと決めていた。彼女はその後離婚し、娘とニューヨーク州ロングアイランドに住んでいる。
トランプの兄であるフレッド3世の愛称は「フリッツ」、彼の妻の名は「リサ」である。

### 政治
メアリーは2016年の大統領選挙でヒラリー・クリントンを支持した。 2020年7月15日、ジョージ・ステファノプロスによるABCニュースのインタビューでは、「ドナルド・トランプは辞任すべきだ」と発言した。また「彼はこの国を率いることが全くできず、そうさせるのは危険だ」とも述べた。2020年7月22日、ザ・レイト・ショー・ウィズ・スティーヴン・コルベアのインタビューで、専門的な意見を求められたメアリーは、「ドナルド・トランプは社会病質傾向を示すが、父親のような高機能レベルではなく、制度的に責任を免除されており、彼の行動に対して責任を問われる事はない」と述べている。

### トランプ家の対立
1999年、フレッド・トランプがアルツハイマー病で没した後、メアリーと兄のフレッド3世は祖父の遺言に異議を唱えた。フレッド・シニアは彼の財産の大部分を子供たちが均等に分けるよう遺言を残した。孫たちにはそれぞれ20万ドルが遺された。メアリーの父親が没した時、フレッドの弁護士は遺言を書き直し、メアリーとその兄のフレッド3世に、存命の両親のいる孫たちよりも多くの財産を残す様勧めていた。彼らは遺言が書き直されない限り、フレッドの遺言に異議を唱える事になるだろうと予想していた。
フレッドの死後まもなく、メアリーの義姉は、生涯に渡って非常に高額な医療が必要となるであろう稀な難病の息子を出産した。 フレッドは家族の医療費を賄う財団を設立していた。メアリーとフレッド3世がドナルド・トランプと彼の3人の存命姉弟の内、2人を相手どって訴訟を起こした後、メアリーとフレッド3世は医療財団が彼らの医療費の支払いを打ち切る事を知らされた。この訴訟は2001年に和解した。 フレッドの遺産の分配をめぐる論争の最終的な和解では、フレッドが没した時点で父親が生きていたならば、彼らが相続していたであろう取り分は与えられなかった。しかし、家族の医療費の支払いは再開された。
2019年、ピュリッツァー賞の調査報道部門は、「ドナルド・トランプの財政に関する18ヶ月に及ぶ徹底的な調査で、彼自身が申告した富の価値が否定され、租税回避にまみれたビジネス帝国が存在する事が明らかになった。」事に対し、ニューヨーク・タイムズのデビッド・バーストウ、スザンヌ・クレイグ、ラス・ビュートナーに授与された。メアリーはこの調査における重要な情報源であったとされており 、彼女の祖父の遺産をめぐる論争の中で、ドナルドの納税文書を発見・入手したとされている。
2020年6月にメアリーの著書「世界で最も危険な男」が発表されると、彼女の叔父ロバート・トランプは、1999年の訴訟の際、彼女が秘密保持契約書に署名した事を理由に、その発売を阻止しようとした。メアリーに対する保全命令の申請は管轄違いを理由にニューヨーク裁判所によって却下され、同書は2020年7月14日に出版された。